# بلوک‌زیل
بلوک‌زیل (به هلندی: Blokzijl) یک منطقهٔ مسکونی در هلند است که در استین‌ویکرلاند واقع شده‌است. بلوک‌زیل ۱٬۳۰۰ نفر جمعیت دارد.